# Lust for Darkness
Lust for Darkness é um jogo de terror de 2018 desenvolvido pela Movie Games Lunarium e publicado pela Movie Games. É uma história de terror erótico inspirada em Zdzisław Beksiński, H. R. Giger e H. P. Lovecraft. Foi lançado originalmente para Windows e macOS. A SimFabric o publicou para Switch e PlayStation 4 em 2019 e 2020, respectivamente. Uma sequência, Lust from Beyond, foi lançada em 2021.

## Jogabilidade
Os jogadores controlam Jonathan Moon, que passou o último ano procurando por sua esposa Amanda depois que ela desapareceu abruptamente. Ao receber uma carta de Amanda insinuando que ela está mantida por um culto, ele investiga uma mansão mencionada na carta. Lá, ele encontra um culto sexual envolvido em uma orgia destinada a abrir um portal para uma dimensão chamada Lusst'ghaa, onde os habitantes demoníacos se envolvem em violência sexual e tortura. Lust for Darkness é jogado em uma perspectiva de primeira pessoa e possui elementos de jogos furtivos. Ocasionalmente, os jogadores precisam resolver quebra-cabeças para progredir e devem entrar em Lusst'ghaa, onde às vezes são perseguidos por demônios dos quais devem escapar. Eventualmente, eles confrontam o líder do culto em Lusst'ghaa.

## Desenvolvimento
Lust for Darkness é o primeiro jogo de videogame desenvolvido pela Movie Games Lunarium. Eles estão sediados na Polônia e atribuíram a tendência de jogos poloneses transgressivos a uma reação contra movimentos religiosos conservadores. Os visuais foram inspirados em Zdzisław Beksiński e H. R. Giger, e o enredo foi inspirado em H. P. Lovecraft. Foi lançado para macOS e Windows em 12 de junho de 2018; para Switch em 12 de julho de 2019; e para PlayStation 4 em 16 de outubro de 2020. A versão para Switch, publicada pela SimFabric, foi temporariamente removida da Nintendo eShop na América do Norte logo após seu lançamento. Uma versão editada, classificada como "M" pela ESRB, retornou em 20 de março de 2020. A Iron VR lançou uma versão em realidade virtual em 26 de outubro de 2021. Ele está disponível em versões não editadas e com classificação M do ESRB.

## Recepção
No Metacritic, Lust for Darkness recebeu críticas mistas no Windows e negativas no Switch. Adventure Gamers escreveu que tem "uma abundância de imagens horripilantes", mas chamou-o de um jogo "indiscriminadamente gratuito" que não faz jus à sua premissa interessante. PC Gamer chamou isso de "tentativa frágil de Amnesia tórrido". Comentando sobre o conteúdo sexual, eles disseram que Lust for Darkness tem "um fascínio juvenil e superficial pelo sexo" e criticaram-no por evitar discussões sobre traumas sexuais, ansiedade e tabus. A PC Magazine Australia o considerou um "jogo decente de terror e aventura". Eles elogiaram seu visual e o que consideraram um foco "genuinamente renovador" na sexualidade, evitando a imaturidade grosseira. No entanto, eles criticaram o que consideraram uma "história fraca" e o foco excessivo na jogabilidade envolvendo furtividade e evasão de inimigos em detrimento da exploração. Embora Digitally Downloaded tenha dito que ficou aquém do padrão para thrillers eróticos estabelecido por Eyes Wide Shut, eles consideraram que ele "ainda está muito à frente da ideia desajeitada e excessivamente simples de 'horror' que a maioria dos desenvolvedores de jogos almeja". Apesar de terem o que consideraram algumas cenas perturbadoras, a Nintendo Life disse que a maior parte do conteúdo de Lust of Darkness é "grotesco vazio empregado com o objetivo de fazer você se encolher".